# Natrix
Natrix (Linnaeus, 1758) è un genere di piccoli ofidi semiacquatici non velenosi della famiglia Natricidae diffuso in Eurasia. Gli esemplari del genere sono comunemente noti come bisce o natrici. Il genere comprende tre specie certe (N. natrix, N. tessellata, N. maura); una quarta specie, N. megalocephala, endemica del Caucaso e classificata vulnerabile dallo IUCN, è considerata dubbia da alcuni autori (Böhme 1999).

## Biologia
Le Natrix sono serpenti prevalentemente acquatici e si possono rinvenire vicino a raccolte d'acqua dolce di ogni tipo, specialmente ricche di vegetazione acquatica dove possono agevolmente nascondersi in attesa della preda. È possibile comunque trovarli anche a grande distanza dall'acqua. Le N. tessellata, a volte, si avventurano anche in acqua salata.
Si nutrono generalmente di anfibi come il rospo comune e le rane, che ingeriscono vivi senza ucciderli dopo averli immobilizzati, ma anche di pesci e piccoli mammiferi.
Quando si sentono in pericolo, simulano la morte come difesa (tanatosi): si immobilizzano ed espongono il ventre al predatore; contemporaneamente aprono la bocca ed espellono dalla cloaca un fluido nero e dall'odore nauseabondo che imita il fetore di un cadavere.
Le Natrix non sono velenose, ma come molti altri colubri possiedono delle ghiandole particolari (ghiandole di Duvernoy) in grado di secernere delle sostanze che sembrano facilitare la digestione e dotate in alcuni casi, proprio come nelle Natrix, di proprietà tossiche in grado di paralizzare o uccidere la preda. Ad ogni modo sull'uomo queste sostanze, che non sono assolutamente definibili veleni (le ghiandole di Duvernoy sono diverse dalle ghiandole velenifere), non hanno alcun effetto, ma agiscono solo sui piccoli animali di cui questi serpenti si nutrono. 

## Specie e sottospecie
- biscia dal collare, biscia d'acqua o natrice (Natrix natrix)[3], comune in tutta Europa
  - Natrix natrix calabra  Vanni&Lanza, 1983
  - Natrix natrix natrix  Linnaeus, 1758
  - Natrix natrix persa  Pallas, 1814
  - Natrix natrix schweizeri  L.Müller, 1932
  - Natrix natrix scutata  Pallas, 1771
- biscia dal collare barrata (Natrix helvetica)
  - Natrix helvetica helvetica (sin. N. natrix helvetica) Lacèpéde, 1789
  - Natrix helvetica cetti (sin. N. natrix cetti) Genè, 1839
  - Natrix helvetica corsa (sin. N. natrix corsa) Hecht, 1930
  - Natrix helvetica lanzai (sin. N. natrix lanzai) Kramer, 1970
  - Natrix helvetica sicula (sin. N. natrix sicula) Cuvier, 1829
- biscia dal collare iberica (Natrix astreptophora), che è monotipica, cioè non ha sottospecie
  - Natrix astreptophora (sin. N. natrix astreptophora) Seoane, 1884
- biscia tassellata, natrice tassellata (Natrix tessellata), frequente in tutta Italia, tranne le isole
  - Natrix tessellata heinrothi  Hecht, 1930[4]
  - Natrix tessellata tessellata  Laurenti, 1768
- biscia viperina, natrice viperina (Natrix maura), che è monotipica; presente in Francia, Spagna, Baleari, Liguria, Piemonte e Sardegna
  - Natrix maura Linnaeus, 1758
- natrice testa-grande (Natrix megalocephala), propria della Russia e del Medio Oriente, una specie di dubbia attribuzione[5]
  - Natrix megalocephala  Orlov&Tuniyev, 1987